# Armenteros
Armenteros – gmina w Hiszpanii, w prowincji Salamanka, w Kastylii i León, o powierzchni 38,93 km². W 2011 roku gmina liczyła 342 mieszkańców.